# 印度河文字

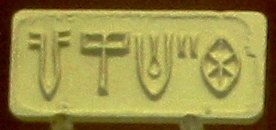
刻有印度河文字的印章

印度河文字（英語：Indus script）在古代印度河流域文明成熟哈拉帕（Mature Harappan）时期使用的古字符。用这种文字写成的铭文绝大多数都非常短，因此很难判断它们是否用来记录印度河文明的未知语言，还不能确定这些是用来记录语言的文字，抑或是一些符号。目前尚未发现可供对译的双语铭文。虽然科学家花费了很大的努力破解这些古文字，但至今仍未成功。
这种文字随着时间推移没有明显的变化，不过一些语法（如果可以这样称呼的话）在地区之间有差异。亚历山大·卡宁厄姆在1875年绘制的一幅图中首次公布了带有印度河文字的印章，到1992年已经出土了约4千件带有印度河文字的物品，其中一些远达美索不达米亚。铭文中共有约400个不同的字符。
G. R. Hunter、S. R. Rao、John Newberry及Krishna Rao等学者认为，婆罗米字母与印度河文字系统有某种联系。Raymond Allchin谨慎地支持婆罗米文受印度河字母影响的可能性。印度中部和南部（及斯里兰卡）的巨石文化涂鸦符号是印度河字母延续的另一种可能，它们可能并不构成一种文字，但可能与印度河文字有重叠。Iravatham Mahadevan、Kamil Zvelebil和阿斯科·帕尔波拉等语言学家认为，这种文字可能记录的是达罗毗荼语系语言。

## 语料

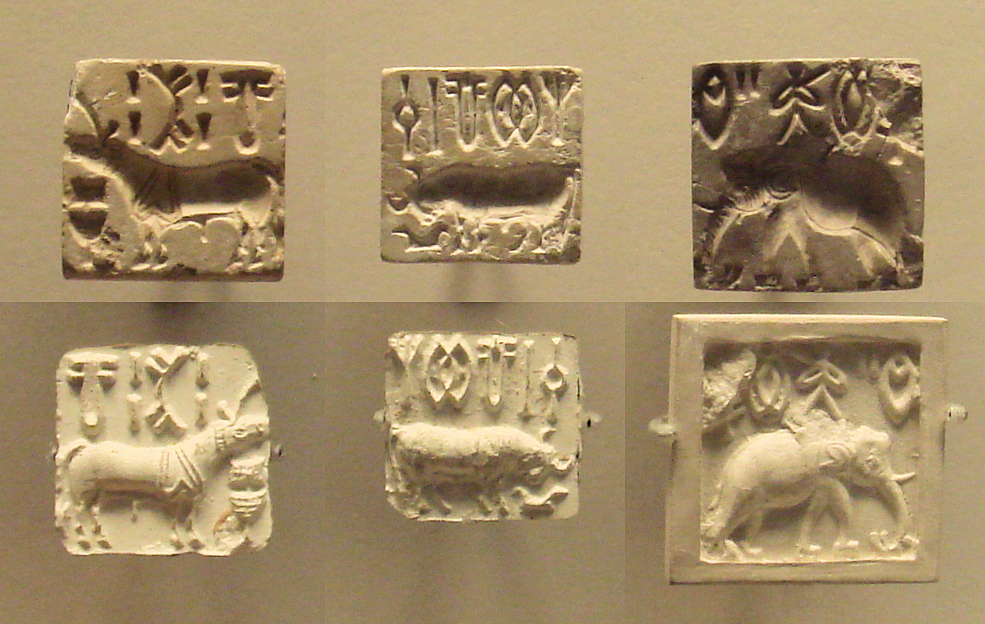
3枚印章及其印模，印有印度河文字及动物：独角兽、公牛、象（从左至右）；吉美国立亚洲艺术博物馆

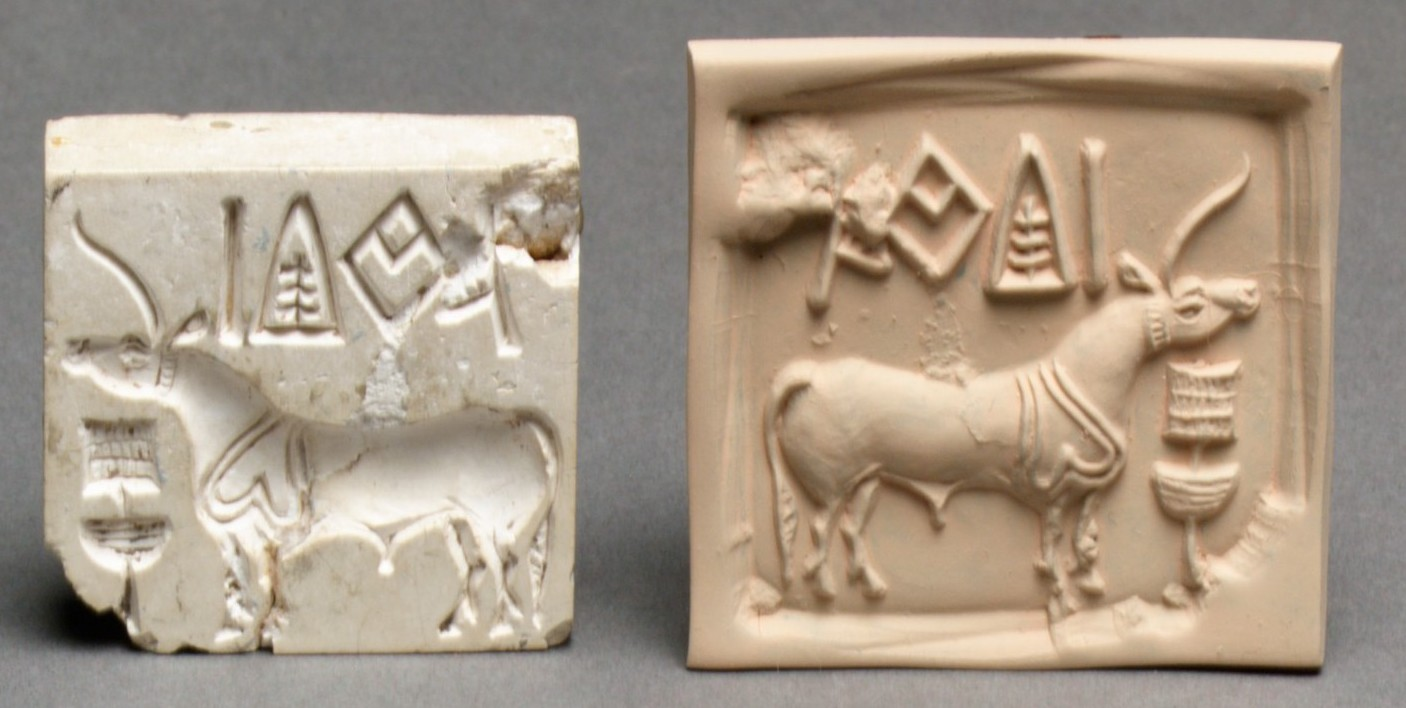
带印度河文字铭文的“独角兽”章及一个现代印模；大都会艺术博物馆

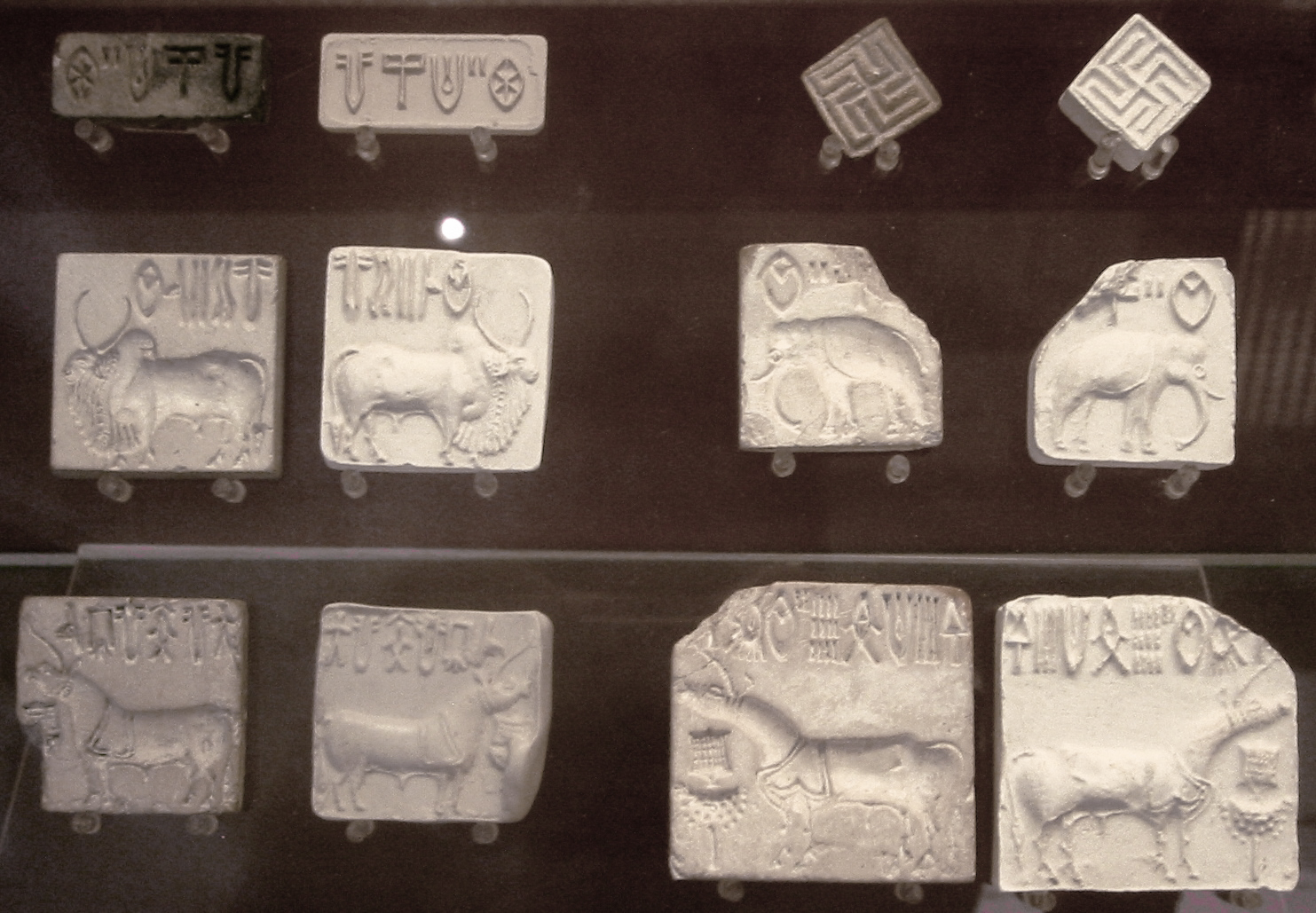
印章及其印模收藏；大英博物馆

截至1977年，至少发现了2906件刻有清晰铭文的物品；截至1992年，共出土了约4千件带铭文的物品。印度河文字铭文主要见于印章、陶器、铜板、工具及武器上。大部分文字都是印章、印模和陶器上的涂鸦标记。印章与印模的尺寸通常较小，方便携带，每边长通常仅有2–3 cm。在纸莎草、纸、纺织品、树叶、木材或树皮等易腐烂的有机材料上，至今为止没有发现印度河文字。

### 哈拉帕早期
较早的印度河文字见于陶器铭文和哈拉帕印章的印模，可追溯到约公元前2800–2600年的哈拉帕文化早期，在Kot Diji期与印章盒标准砝码等行政物品一同出现。然而，在哈拉帕的发掘表明，一些符号是从属于公元前3500–2800年的早拉维期的陶器印迹和涂画发展而来的。

### 哈拉帕中期
在约公元前2600–1900年的哈拉帕文化中期，印度河文字通常成串出现在扁平的长方形印章上，也被书写或刻画在陶器、工具、石碑和装饰品上。书写符号的方式多种多样，包括在陶瓦、砂岩、皂石、骨、贝、铜、银和金等不同材料商进行雕刻、凿刻、压印和绘画。 截至1977年Iravatham Mahadevan指出，截至1977年发现的印度河铭文印章有约90%是在巴基斯坦境内的印度河及其支流沿岸的遗址（如摩亨佐-达罗和哈拉帕，其他遗址仅发现了剩下的10%。通常，公牛、水牛、大象、犀牛和神话中的“独角兽”等动物会与印章上的文字一同出现，这可能是为了帮助文盲认出纹章。

### 哈拉帕晚期
约公元前1900–1300年的哈拉帕文化晚期紧随城市化程度较高的哈拉帕文化中期之后，是印度次大陆铁器时代之前的一个分裂、地方化时期。这一时期与地方性文化期相关的遗址仍存在铭文。在哈拉帕，有字铭文与文字的使用大约结束于公元前1900年；但印度和文字的存续在其他地区可能维持了更长时间（如古吉拉特邦朗布尔），特别是以陶器涂鸦的形式。今日巴基斯坦信德省哈拉帕晚期丘卡尔（Jhukar）的印章缺乏印度河文字，但也发现了一些陶器涂符。在今日马哈拉施特拉邦与哈拉帕晚期的Daimabad文化有关的遗址中，发现了印有印度河文字的印章和陶器，年代约为公元前2200–1600年。

### 后哈拉帕时期
在中南印度和斯里兰卡发现了大量刻有哈拉帕晚期之后的铁器时代巨石文化标记的文物，尤以陶器和工具为主。这些标记包括婆罗米和泰米尔婆罗米文铭文，也包括与后者同时存在的非婆罗米巨石涂符。人类学家Gregory Possehl等学者认为，非婆罗米文涂符是印度河文字在公元前第1千纪的延续和发展。1960年，考古学家B. B. Lal发现，他调查的巨石涂符中大部分都可以确定和印度河文字相同，说明印度河文明和后来的巨石文化之间存在文化继承。相似地，印度文字学家Iravatham Mahadevan也认为，巨石涂符的顺序与形制相近的哈拉帕铭文的文字顺序相同，说明南印度铁器时代人群所用的语言和晚哈拉帕人所用的语言相关或相同。

## 特征

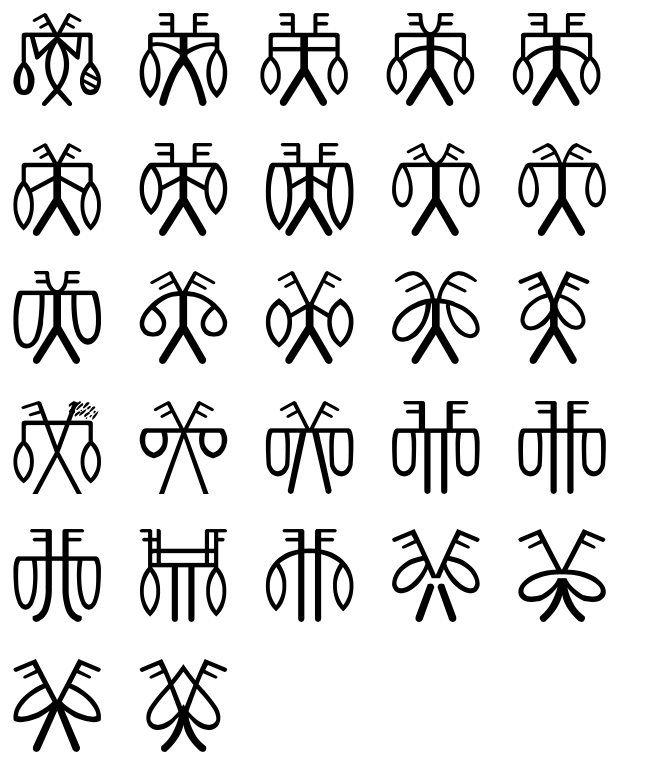
“4号符”的变体。这种变体使得区分符号和符号的异体变得十分困难，学者们提出了不同的印度河文字分类与编号方法。

字符以象形符号为主，描绘的是哈拉帕文化周边史前常见的物件 。不过，也发现了许多抽象符号。有些符号是简单象形符号的复合，还有些则不能单独出现，只能作部件。有些符号类似于计数符号，常被解释为早期的数字。

### 数量与频率
常用符号的数量超过了400个，这个数量对于音素文字来说太大，因此一般认为是语素文字。字符的确切总数不能确定，因为字符有难以确定的异体。1970年代，古印度金石学家Iravatham Mahadevan出版了一套印度河文字汇编，列出了419个独立字符。2015年，考古学家Bryan Wells估计约有694个不同的字符。
在Mahadevan确定的字符中，有113个是只用了一次的罕用字，另有47个只出现过两次，又有59个出现次数在5次以下。67个最常用的字符占到了整个语料库的80%。使用最频繁的字符是Parpola 311号的“罐子”字符。

### 书写方向
大多数学者都认为印度河文字是由右至左书写的，但也有由左至右或牛耕式转行书写法的例外。虽然这种文字无法破译，但从外部证据可以推断出书写方向，例如符号被压缩在左侧，就好像书写者在行尾空间不够。在印章上，印章会印在印模或陶土上形成镜像印迹，是从右至左读的，其他情况下的铭文也如此。

### 与其他文字的关系

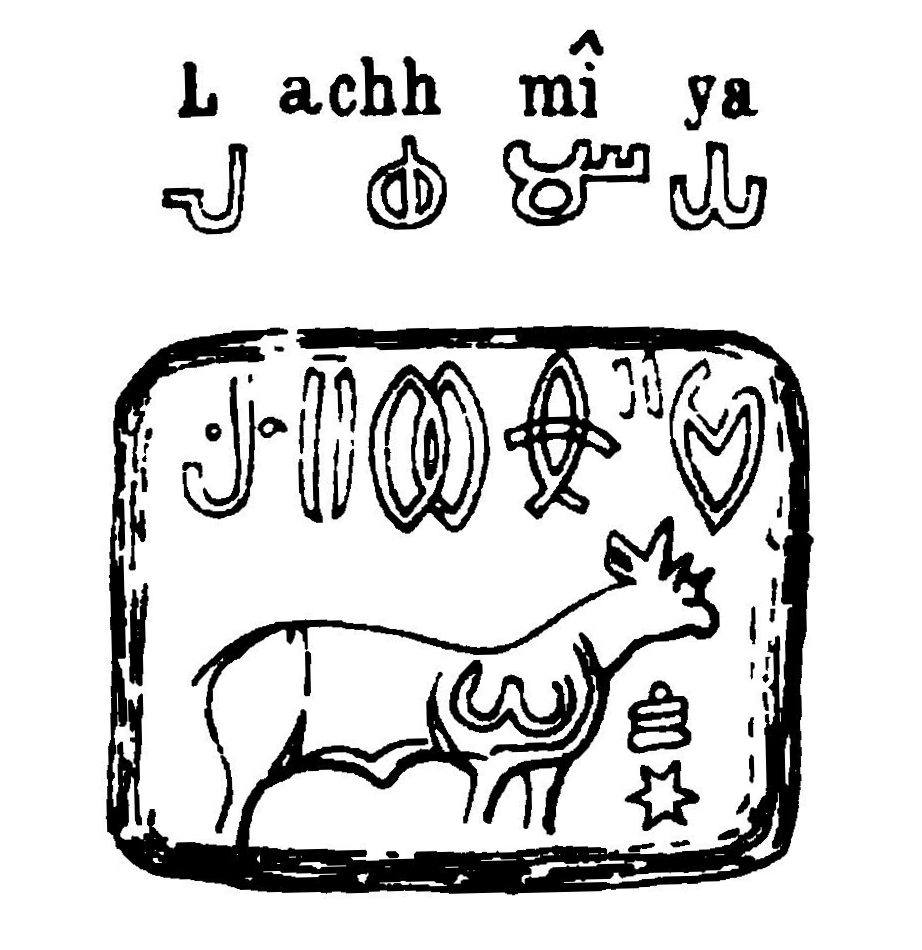
亚历山大·卡宁厄姆在19世纪提出了婆罗米文和印度河文字的关系，是婆罗米文本土起源说的支持者。

一些研究者试图在印度河文字和婆罗米文之间建立联系，认为它是后来在印度次大陆使用的书写系统的底层或祖先。还有一些研究者则将印度河文字与美索不达米亚和伊朗高原大约同时期的象形文字相比较，特别是用于书写苏美尔语的原始楔形文字和埃兰文。不过，研究人员现在普遍认为，印度河文字与公元前两三千年的任何其他书写系统都没有密切关系，尽管它们之间可能存在一定的跨文化传播。印度河文字与任何其他文字之间的明确关系仍未得到证实。

#### 与婆罗米文比较
研究者将印度河文字与婆罗米文和泰米尔婆罗米文进行了比较，认为它们之间可能存在相似之处。早期的欧洲学者，如考古学家John Marshall和亚述学家Stephen Langdon最早提出了这些相似之处，另外的G. R. Hunter等人则提出婆罗米文起源于印度河文字。

#### 与原始埃兰文的比较

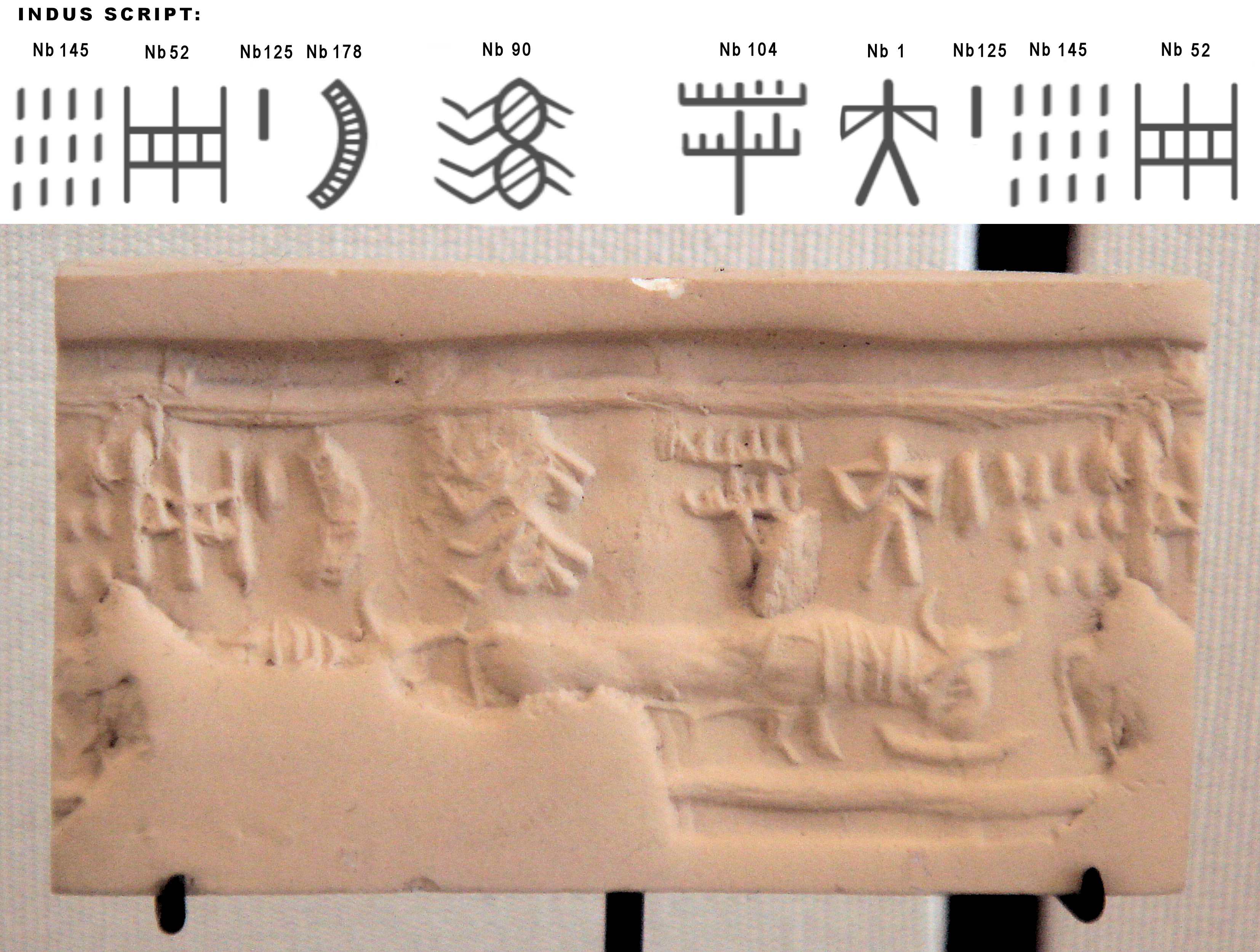
苏萨（位于今伊朗）出土的滚筒印章上的印度河文字，位于公元前2600–1700年的地层中；是古印度–美索不达米亚关系的一个例子。

研究者还将印度河文字与埃兰（与印度河文明同时的前伊朗古文明）使用的原始埃兰文进行了比较，它们时代相同，且都是象形文字。约有35个原始埃兰文字符与印度河文字相似。1932年，G. R. Hunter撰文反对Stephen Langdon的观点，认为相似之处的数量“似乎过于接近，无法用巧合来解释”。

## 破译理论与尝试

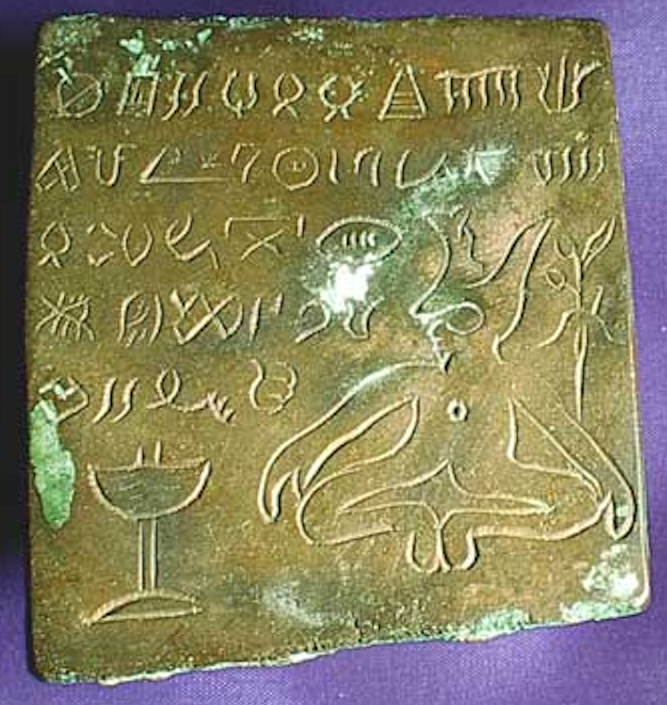
刻有34个字符的铜板，是已知最长的印度河文字铭文

### 可破译性
以下因素通常被认为是破译的最大阻碍：
- 铭文篇幅非常短。平均长度约为5个字符[64]最长的也仅有34个字符，见于哈拉帕文化中期的一块铜板上。[63]铭文从1行到7行不等，单行最为常见。[65]
- 有人怀疑印度河文字记录的不是书面语，而是一种非语文系统，或类似于商品标记、美索不达米亚的数字泥板之类，是一种原始文字。[43]由于铭文篇幅过短，一些研究者对印度河文字能否表达口语提出了质疑。[4]
- 哈拉帕语的系属仍无定论，因此如果这种文字记录的是当时的书面语，那么最初所记录的语言则不得而知了。[4]不过，《梨俱吠陀》中估计约有300个借词，可能为印度河文明的语言提供了底层证据。[66][j][67]
- 没有双文制或双语碑文材料出土，如罗塞塔石碑。[4]
- 现存历史记录或神话中没有印度河文明的统治者或人物的名字。像拉美西斯、托勒密这样的统治者，破译者是在希腊文的记录中得知他们的名字的。[4][k]

多年来出现过许多破译方案，但学术界尚未达成共识。学术界达成共识的少数几个要点是：大多数铭文的书写方向是从右向左；某些笔画样符号像是数码；某些句末符号功能似乎有同一性；有将铭文划分为头、中、尾三部分的普遍出现的技术。自1920年代以来，已经发表了100余次（独立的）破译尝试，这一主题在业余研究者中很受欢迎。

### 达罗毗荼语

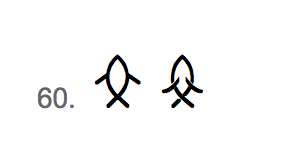
印度河文字“鱼”与与达罗毗荼语读音有关，在一些印度河铭文中被解释为同音词“星”。

虽然还没有明确的共识，但有人认为印度河文字记录的是达罗毗荼语系语言。早期支持者有考古学家Henry Heras，他提出了几种基于原始达罗毗荼语构拟的字符读法。
根据计算机分析，苏联学者尤里·克诺罗索夫认为，达罗毗荼语最有可能是这种文字书写的语言。芬兰学者阿斯科·帕尔波拉在1960到80年代领导了一个芬兰团队，与尤里·克诺罗索夫的团队一样，致力于利用计算机分析来研究铭文。帕尔波拉同样认为，印度河文字与哈拉帕语“很可能属于达罗毗荼语系”。帕尔波拉在1994年出版的《印度河文字解密》一书中全面介绍了他的工作。考古学家Walter Fairservis认为，印章上的印度河文字可以解读为姓名、头衔或职业，并认为描绘的动物是图腾，表示亲属或氏族关系。计算语言学家Rajesh P. N. Rao及其同事团队进行了一项独立的计算分析，得出结论认为印度河文字具有书面语的结构，支持印度河文字句法结构的先验证据，并指出印度河文字似乎具有和古泰米尔语相似的条件熵。
学者们提出了许多符号的读法，其中一种是通过在哈拉帕印章上的“鱼”和“星”的同音关系：mīn得到证实的。Rajesh P. N. Rao在2011年的一次演讲中说，Iravatham Mahadevan和阿斯科·帕尔波拉“在破译印度河文字这一特殊问题上取得了进展”，但他的结论是，提出的读法虽然有道理，但还构不成证明。

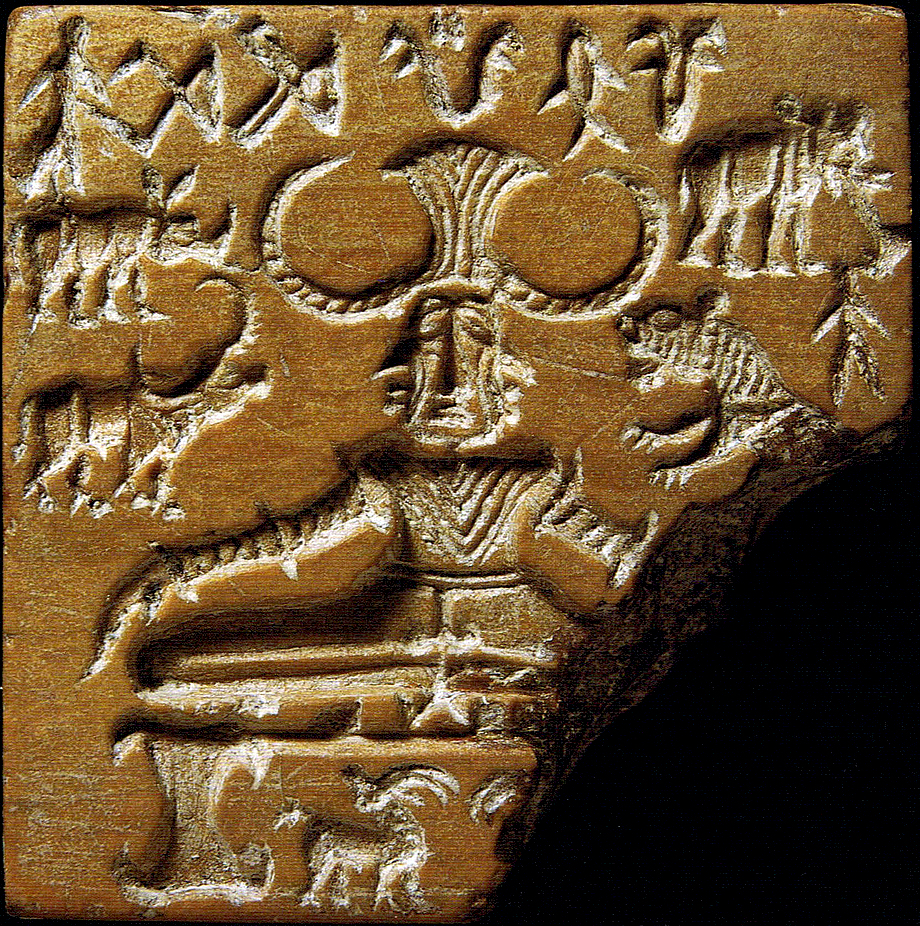
印章上的印度河文字，描绘了被动物环绕的水牛角像，被称为“万兽之王”或“帕苏帕提印”（约公元前2350–2000年）。

金石学家Iravatham Mahadevan在2014年出版的《通过<梨俱吠陀>证明印度河文字的达罗毗荼属性：案例研究》（Dravidian Proof of the Indus Script via The Rig Veda: A Case Study）中，发现了一个由4个符号组成的重复出现的序列，他将其解释为一个早期达罗毗荼语短语，意为“城市商人”。在自评中，他强调自己尚未完全破译印度河文字，尽管他认为自己的努力“达到了证明的强度”，可以证明印度河文字是一种达罗毗荼语的书面语。

### 非达罗毗荼语

#### 印度-伊朗语
印度考古学家Shikaripura Ranganatha Rao是早期印度-伊朗语说最有影响力的支持者，在自己的书《Lothal与印度河文明》（Lothal and the Indus Civilization ）和《印度河文字破译》（The Decipherment of the Indus Script）中，声称自己已经破译了印度河文字。John E. Mitchiner对大多数此类破译尝试都不屑一顾，但评论说：“Rao的尝试更有根据，但仍然非常主观，他试图在文字中发现印欧语基础。”S. R. Rao认为哈拉帕晚期文字与腓尼基字母在字形和形式上有许多相似之处，并认为腓尼基字母是从哈拉帕文字演变而来，而非一般认为的来自原始西奈字母。他将其与腓尼基字母进行了比较，并在此基础上分配了音值。他认为印度河文字包括数字，是“梵语”。
S. R. Rao等学者坚信印度-雅利安人是印度次大陆青铜时代的原住民，印欧语系起源于印度。这有助于支持他们宣扬的印度民族主义和雅利安本土起源说。然而，这一假说有很多问题，尤其是印度河文明和典型印欧文化之间显著的文化差异，例如马对于后者；正如帕尔波拉所说，“马在吠陀文化和伊朗文化中扮演着核心角色，这是无法回避的事实。”另外，印度河文字似乎缺乏词缀或屈折变化的证据，Possehl认为这排除了印度河文字书写梵语等印欧语的可能。
语言学家Steven Bonta假设印度河文字书写的语言是印度-雅利安语，分析依据是文字内部的模式提供了名词复合的有力证据，这正是印度-伊朗语的典型特征。
密码学家Yajna Devam运用密码分析手段破译出印度河文字书写梵语。

#### 蒙达语
一种不太流行的假设认为印度河文字书写蒙达语族语言，它们主要分布在印度东部，与一些东南亚语言有关。然而，与印度-伊朗语一样，构拟出的早期蒙达语词汇并不能反映哈拉帕文化 ，因此它作为印度河文明语言的可能性很低。

### 非语言标志

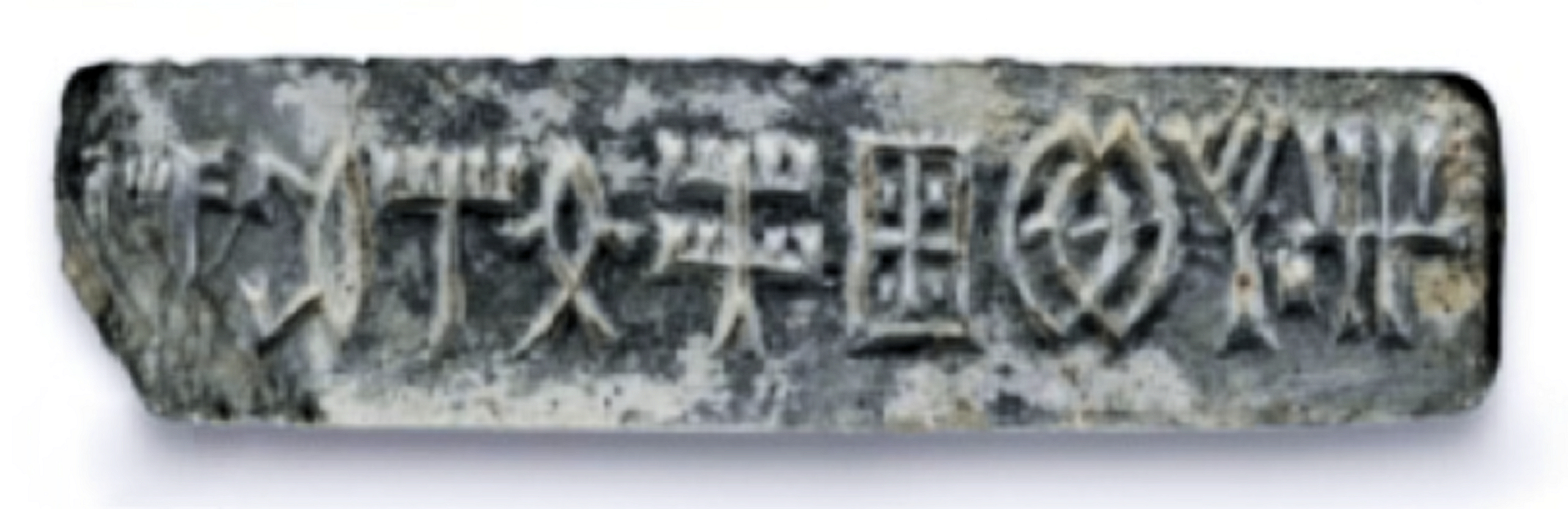
印度河文字石板，出土于印度河流域Khirasara

Dholavira北门出土的印度河文字铭文

一种相反的假设认为，这些符号是非语言标志，象征着家庭、氏族、神祇和宗教概念，类似于图腾纹样或纹章。Steve Farmer、Richard Sproat与Michael Witzel在2004年发表的一篇文章中提出了许多论据，说明印度河文字是非语言标志，主要论据有：铭文篇幅极短，存在过多的罕用字符（在哈拉帕文化中期的700年里有所增加），以及缺乏普通文字中典型的随机符号重复。 

#### 争议
阿斯科·帕尔波拉在2005年评论Farmer等人的论文时指出，他们的论点“很容易反驳”。他引用了汉字中大量生僻字的存在，并强调：“在早期语素音节文字书写的铭文中，用字重复的理由不充分。”帕尔波拉在2008年的一次演讲中重新讨论了这个问题，对Farmer等人的10个主要论点逐一反驳。
Rajesh P. N. Rao、Iravatham Mahadevan等人于2009年发表在《科学》的一篇论文也对印度河文字可能是非语言标志的论点提出了质疑。论文认为，语印度河文字铭文的条件熵与苏美尔语素音节文字、梨俱吠陀梵语等语言系统非常符合，但他们谨慎地强调，这并不意味着文字本身是语言文字。一项后续研究提供了更多证据，证明除了成对符号外，还有更长的字符序列的熵。然而，Sproat认为Rao等人的研究存在一些误解，比如他们的模型缺乏辨别力，并认为模型应用于已知的非语言系统，如美索不达米亚宗教符号，会产生与印度河文字类似的效果。 Rao et al.对Sproat论点的反驳及Sproat的回复发表在2010年12月的《计算语言学》上。2014年6月的《语言》刊登了Sproat的又一篇论文，进一步证明Rao等人的方法存在缺陷。Rao et al.的反驳及Sproat的回复发表在2015年12月的《语言》上。

## Unicode
印度河文字的ISO 15924编码为“Inds”。叶密豪于1999年提交了一份在Unicode补充多文种平面中对改文字进行编码的完整提案，但尚未获得统一码技术委员会的批准。截至2022年2月，字母编码协议（Script Encoding Initiative）仍将提案列入尚未正式编码于Unicode标准（及ISO/IEC 10646）的文字列表中。
印度河文字字体（Indus Script Font）是位于私人使用区（PUA）的字体，是信德学家阿斯科·帕尔波拉在《破译印度河文字》后附的语料中使用的。语言工程师Amar Fayaz Buriro和字体开发人员Shabir Kumbhar受摩亨佐-达罗国家基金的委托开发这种字体，并在2017年2月8日举行的摩亨佐-达罗和印度河文明国际会议上展示了该字体。

## 阅读更多
- Lal, Braj Basi. . East and West. 1979, 29 (1/4): 27–35. ISSN 0012-8376. JSTOR 29756504.
- Mahadevan, Iravatham. . Varalaaru. 1999. （原始内容存档于13 August 2006）.
- Mahadevan, Iravatham. . Proceedings of the Indian History Congress. 2001b, 62: 1–23. JSTOR 44155743. （原始内容存档于23 July 2007）.
- Mahadevan, Iravatham. . The Hindu. 4 February 2007. （原始内容存档于10 June 2014）. Adapted from an address given at the inaugural function of the Indus Research Centre at the Roja Muthiah Research Library, Chennai, on 25 January 2007.
- Mukhopadhyay, Bahata Ansumali. . SSRN Electronic Journal. 2018b  [2023-08-28]. S2CID 235275002. doi:10.2139/ssrn.3189473. （原始内容存档于2023-02-12）.
- Mukhopadhyay, Bahata Ansumali. . SSRN Electronic Journal. 2021. S2CID 233754033. doi:10.2139/ssrn.3778943.
- Parpola, Asko; Joshi, Jagat Pati. . 1, Collections in India. Helsinki: Suomalainen Tiedeakatemia. 1987.
- Parpola, Asko; Shah, Sayid Ghulam Mustafa. . 2, Collections in Pakistan. Helsinki: Suomalainen Tiedeakatemia. 1991.
- Parpola, Asko; Pande, Brij Mohan; Koskikallio, Petteri. . 3, New material, untraced objects, and collections outside India and Pakistan, Part 1: Mohenjo-daro and Harappa. Helsinki: Suomalainen Tiedeakatemia. 2010.
- Vidale, Massimo. . Philosophy East and West. 2007, 57 (1–4): 333–366. JSTOR 29757733.
- Wells, Bryan.  (学位论文). Calgary, Alberta: University of Calgary. 1998  [2023-08-28]. （原始内容存档于2022-03-05）.